# Ixcateopan de Cuauhtémoc
Ixcateopan de Cuauhtémoc è una località del Messico, situata nello stato di Guerrero.